# Praça de Espanha
La Plaza de España (en portugués: Praça de Espanha) es una plaza pública en Lisboa, Portugal al norte del centro de la ciudad. La plaza está abarcada por las parroquias de Campolide, Nossa Senhora de Fátima y São Domingos de Benfica. 
En el centro de la plaza se encuentra el Arco de São Bento y en su lado sur el palacio de Palhavã, la residencia del embajador de España en Portugal. En su lado este se encuentra la célebre Fundación Calouste Gulbenkian, un importante centro cultural de la capital portuguesa. La plaza está comunicada mediante la estación de metro de Praça de Espanha, y desde ella los vehículos pueden marchar hasta la ribera sur del río Tajo.

## Historia
Hasta 1979 la plaza era conocida como Plaza España (Praça Espanha en portugués) cuando se cambió a ser la Plaza de España. 
En 1998 fue reconstruido en plena plaza el Arco de São Bento, arco antiguamente integrado en la Galeria da Esperança del Acueducto de las Aguas Libres y que había sido desmontado del lugar de su lugar de origen en la rua de São Bento.

## Palacio de Palhavã

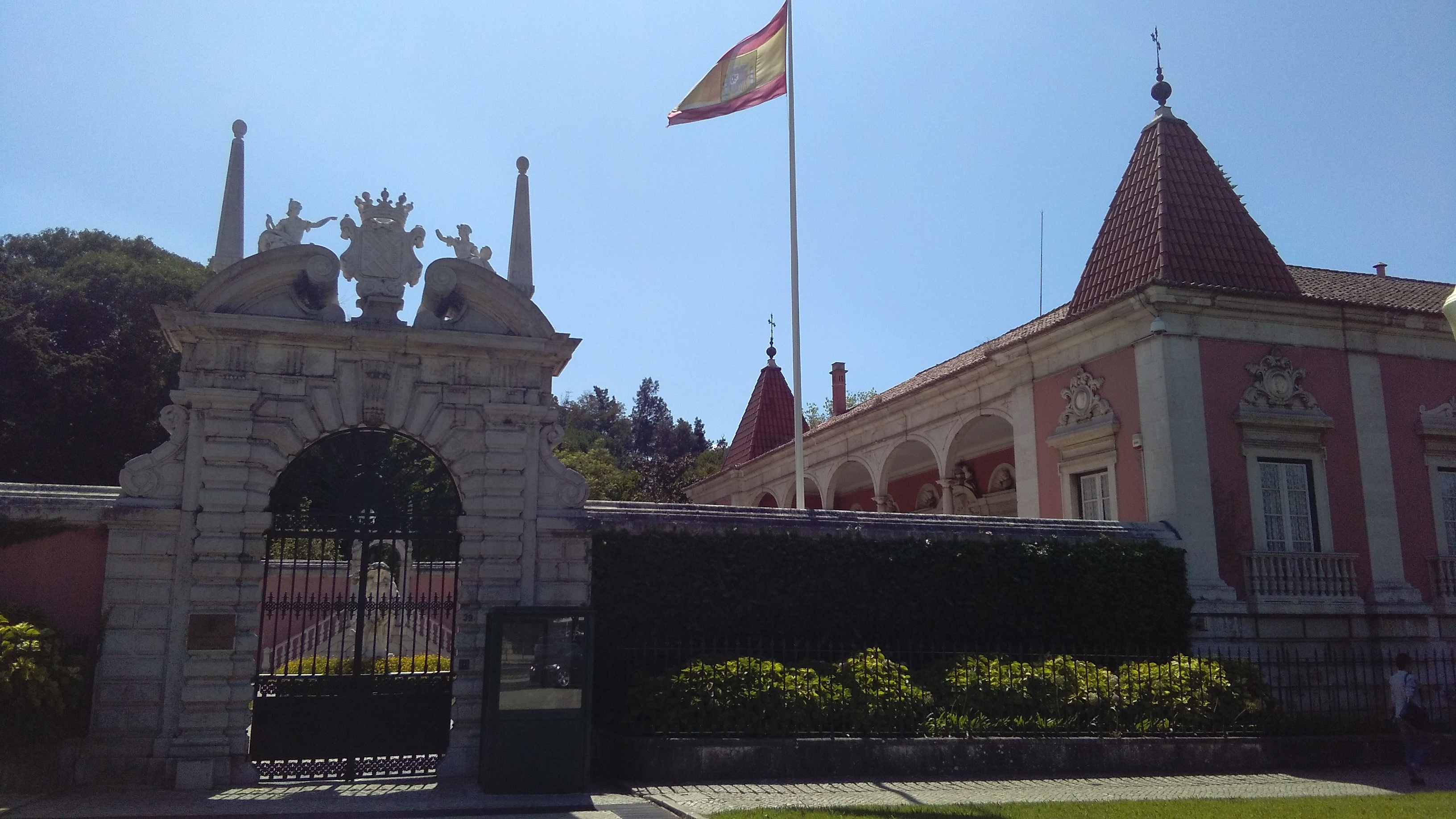
El palacio de Palhavã, residencia del embajador de España.

En su lado sur se encuentra el palacio de Palhavã, residencia del embajador de España. El palacio fue construido en 1660 por el segundo conde de Sarzedas. Entre 1765 y 1769, el palacio sirvió de residencia de Pedro de Góngora y Luján, marqués de Almodóvar del Río, embajador de España en Portugal.
En 1918 el palacio fue comprado por el Gobierno de España y funcionó como la embajada de España en Portugal hasta 1939 cuando la embajada española se trasladó al palacio Lima Mayer en la avenida da Liberdade donde permanece hoy en día.
Entre 1975 y 1978 el interior del palacio fue restaurado y fue reinaugurado en 1978 por el rey Juan Carlos I de España y la Reina Sofía. Dentro del palacio se encuentran varios tapices flamencos del siglo XVI y XVII, muebles del siglo XVII a XIX, y óleos de la familia real española.